# Adalberto Accioli Sobral
Adalberto Accioli Sobral (* 2. August 1887 in Japaratuba, Sergipe, Brasilien; † 24. Mai 1951) war ein brasilianischer Geistlicher und Erzbischof von São Luís do Maranhão.

## Leben
Adalberto Accioli Sobral empfing am 12. November 1911 das Sakrament der Priesterweihe.
Am 22. April 1927 ernannte ihn Papst Pius XI. zum Bischof von Barra. Der Bischof von Aracaju, José Tomas Gomes da Silva, spendete ihm am 4. September desselben Jahres die Bischofsweihe; Mitkonsekratoren waren der Bischof von Penedo, Jonas de Araújo Batinga, und der Bischof von Caetité, Juvéncio de Brito.
Papst Pius XI. ernannte ihn am 13. Januar 1934 zum Bischof von Pesqueira. Am 18. Januar 1947 bestellte ihn Papst Pius XII. zum Erzbischof von São Luís do Maranhão.